# لیو یان
لیو یان (چینی: 柳岩؛ زادهٔ ۸ نوامبر ۱۹۸۰) بازیگر، مجری و خواننده اهل چین است.
از فیلم‌ها یا مجموعه‌های تلویزیونی که وی در آن‌ها نقش داشته است، می‌توان به علائم خشم و استاد زد: میراث ایپ من اشاره نمود.